# Verena Eberhardt
Pour les articles homonymes, voir Eberhardt.
Verena Eberhardt, née le 6 décembre 1994 à Oberwart, est une coureuse cycliste autrichienne.

## Palmarès sur route
- 2016
  - 2e du GP Osterhas

## Palmarès sur piste

### Championnats du monde
- Hong Kong 2017
  - 12e de la course aux points
  - 18e du scratch
- Apeldoorn 2018
  - 11e du scratch
  - 14e de la course aux points
- Hong Pruszkow 2019
  - 14e de la course aux points

### Coupe du monde
- 2019-2020
  - 2e du scratch à Hong Kong

### Coupe des nations
- 2021
  - Classement général de l'omnium
  - 2e de l'omnium à Saint-Pétersbourg	
  - 3e de l'omnium à Hong Kong
  - Classement général de l'élimination
  - 2e de l'élimination à Hong Kong

### Championnats d'Europe
- 2016
  - 7e du scratch
- 2018
  - 9e de la course aux points
- 2022
  - 15e de l'élimination
  - 15e de l'omnium
- 2023
  - 8e de la course aux points
  - 13e de l'américaine
  - 17e du scratch

### Jeux européens
- Minsk 2019
  -  médaillée d'Argent de la course aux points

### Championnats nationaux
- Championne d'Autriche de la poursuite (2013, 2014, 2016, 2017)
- Championne d'Autriche de la vitesse (2017)
- Championne d'Autriche du 500 mètres (2014, 2016, 2017)
- Championne d'Autriche de la course aux points (2014, 2016, 2017, 2018, 2019)
- Championne d'Autriche du scratch (2014, 2016, 2017, 2018, 2019)
- Championne d'Autriche de l'omnium (2014, 2017, 2018)
- Championne d'Autriche de la course à l'élimination (2016)

### Autres
- 2016
  - Dublin International (course aux points)